# Ulica Królewska w Warszawie
Ulica Królewska – ulica w dzielnicy Śródmieście w Warszawie.

## Historia

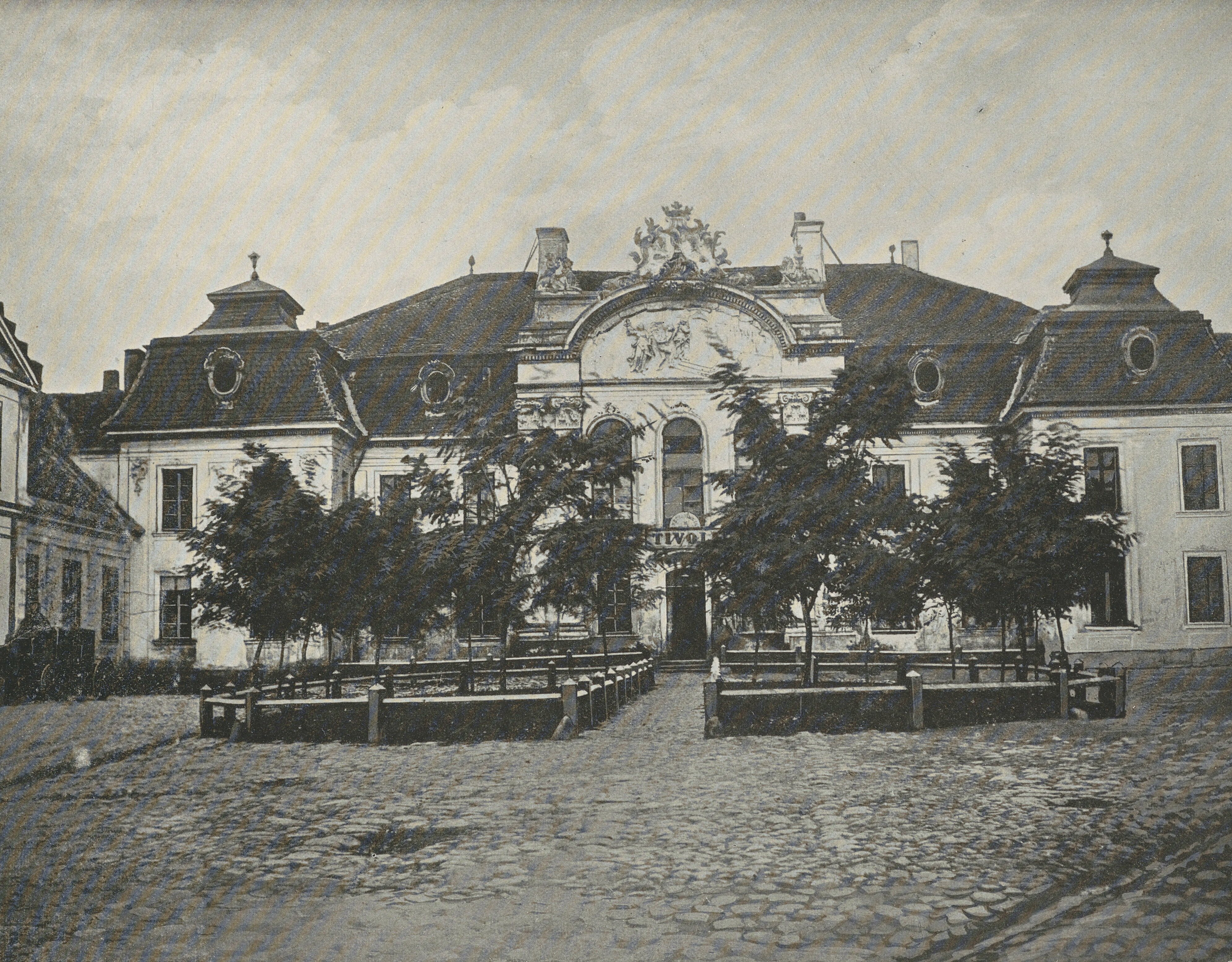
Pałac Bielińskich pod koniec XIX w.

Ulica jest dawną drogą narolną. Łączyła Trakt Królewski z Grzybowem. Została uregulowana ok. 1725 w związku z realizacją Osi Saskiej, z czym związana jest nazwa ulicy.
Przed 1730 przy ulicy wybudowano pałac dla Franciszka Bielińskiego (pałac Bielińskich), zaprojektowany przez Józefa Fontanę.
W XVIII w. na rogu Marszałkowskiej i Królewskiej znajdowała się otwarta w 1784 Operalnia, pierwszy w Polsce teatr zawodowy. W 1816 na tyłach ulic Królewskiej i Marszałkowskiej powstało targowisko przeniesione z Pociejowa (później w tym miejscu stanęła kamienica Hersego). W 1818 przeniesiono organizowany przy ulicy targ koński na plac Muranowski.
W 1895 zburzono pałac Bielińskich, w miejscu którego wzniesiono trzy czteropiętrowe kamienice.
W 1908 roku ulicą po raz pierwszy pojechały tramwaje elektryczne.
Zabudowa ulicy ucierpiała w czasie obrony Warszawy we wrześniu 1939. 
W latach 50. pod nr 27 wzniesiono biurowiec przedsiębiorstwa Miastoprojekt, późniejszą siedzibę m.in. Ministerstwa Cyfryzacji.
W latach 1962–1967 między ul. Królewską a Próżną powstało osiedle Grzybów I.
Kamienice o numerach 6, 8 i 8/10 zostały w 2021 włączone w zakres rządowej inwestycji polegającej na odbudowie pałacu Saskiego, pałacu Brühla oraz wybranych kamienic przy ulicy Królewskiej.

## Ważniejsze obiekty
- Biurowiec Ministerstwa Obrony Narodowej zaprojektowany przez Bohdana Pniewskiego z 1950 (nr 1/7)[13]
- Dom Bez Kantów
- Hotel Sofitel Victoria Warszawa (nr 11)
- Zachęta Narodowa Galeria Sztuki
- Ministerstwo Cyfryzacji (nr 27)
- XI Liceum Ogólnokształcące im. Mikołaja Reja
- Grób Nieznanego Żołnierza
- Ogród Saski
- Biurowiec Centrum Królewska, siedziba m.in. Ambasady Danii (ul. Marszałkowska 142)
- Biurowiec Saski Crescent, siedziba m.in. wydziału handlowego ambasady Ambasady Austrii (nr 16)
- Biurowiec KróLEWska wraz z przedstawicielstwem Chińskiej Rady Promocji Handlu Zagranicznego (nr 18)
- Osiedle Grzybów

## Obiekty nieistniejące
- Kamienica Beyera (nr 1)
- Budynek Giełdy (nr 14)